# Spilosoma sakaguchii
Spilosoma sakaguchii là một loài bướm đêm thuộc phân họ Arctiinae, họ Erebidae.